# Emscher-Park-Weg

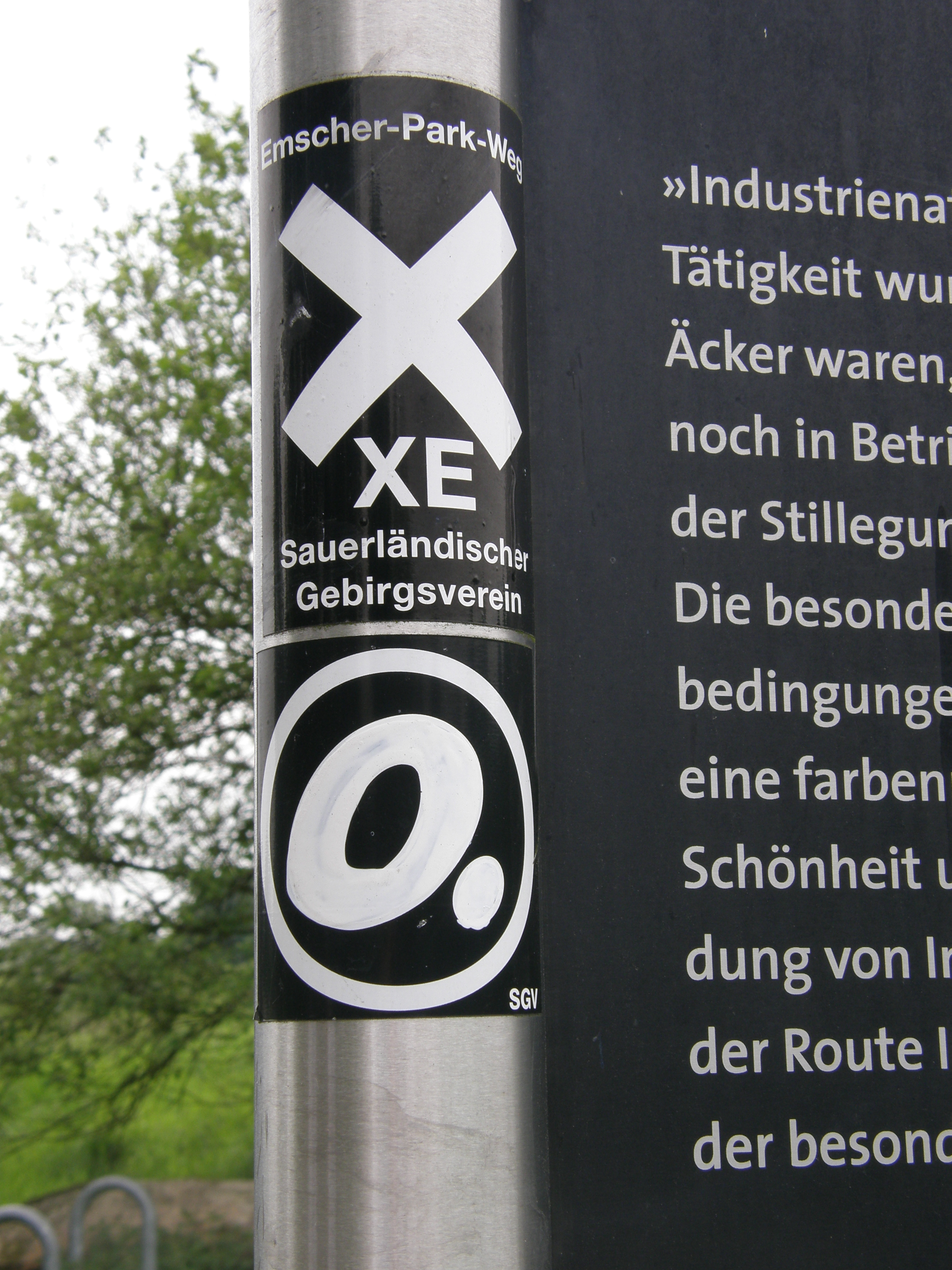
Kennzeichnung auf der Brache Vondern

Der Emscher-Park-Weg ist ein 129 Kilometer langer Wanderweg des Sauerländischen Gebirgsvereins (SGV).

## Verlauf
Der Wanderweg verläuft entlang der Emscher und durch das Herz des Ruhrgebiets.
Der Weg führt von Kamen über Oberaden, Derne, Mengede, Castrop-Rauxel, den Revierpark Gysenberg, Herne, das Schloss Strünkede, das ZOOM Gelsenkirchen, Essen-Karnap, Bottrop Stadtgarten, den Revierpark Vonderort, das Schloss Oberhausen und Meiderich nach Duisburg-Mitte, er endet am Duisburger Hauptbahnhof.
Der Wanderweg fällt in die Kategorie der Hauptwanderstrecken des SGV und besitzt wie alle anderen Hauptwanderstrecken als Wegzeichen das weiße Andreaskreuz X, an Kreuzungspunkten um den Buchstaben E erweitert.